# 安南都護府
安南都護府（あんなんとごふ）は、唐代におかれた六都護府の一つ。

## 歴史
622年、現在のハノイに交州総管府が設置された。624年、交州都督府に改称。
679年、安南都護府に改組。8世紀頃には人口約10万、13州、39県、32羈縻州を支配下においた。767年、おそらくは東南アジア島嶼部の勢力から攻撃を受け、当時の都護であった張伯儀が、羅城を建設して襲撃に備えた。9世紀初頭にはチャンパ王国の攻撃も激化したため、水軍の強化と羅城の要塞化が進められた。こうした軍事費の増大は、現地民への増税につながったため、現地人の不満を募らせて都護が殺されることもあった。さらに、雲南地方で勢力を拡大していた南詔が、四川から雲南を経て紅河デルタへ至る商業路を確保することを図り、安南都護府を攻撃した（858年にトンキンを攻撃）。863年、南詔によって安南都護府が陥落したが、唐はベトナム支配を断念せず、再び軍を率いて都護府を再建した。しかし、この頃になると、ベトナムの中南部から海南島に抜ける交易路が発展したため、紅河デルタの地勢的な優位性が失われた。そのため、都護府の重要性も低下し、880年に起こった反乱で都護府は形骸化することになった。